# Бой за Михалишки (1944)
Бой за Михалишки— операция 16-й Смоленской партизанской бригады по захвату моста в Михалишках (Островецкий район). Населённый пункт имел большое стратегического значение, располагаясь на пересечении тракта Вильнюс – Полоцк около реки Вилия.

## Ход боя
Партизанская бригада под командованием полковника Ивана Шлапакова, которая насчитывала 637 партизан, в конце июня 1944 года двинулась в направлении на Вильнюс и освободила посёлок Свирь. Далее, 4 июля, три отряды и 60 конных разведчиков взяли Михалишки и мост через Вилию. Возглавил группу заместитель командира бригады по разведке Дублёных (партизанское прозвище «Уральский»).
Партизаны ожидали, что в Михалишках столкнуться с спопротивлением противника, но полицейский гарнизон ещё утром оставил населённый пункт и лесами отошёл в сторону Пабраде. На месте бойцы обнаружили брошенные бараки и пустые пулемётные дзоты по обе стороны моста. Дублёных дал приказ послать конную разведку на Газу. Неожиданно с той стороны появились 3 грузовика с немецкими солдатами, которые спешили взорвать мост через Вилию. Партизаны быстро замаскировались и решили устроить немцам засаду, а потом открыли огонь. Начался бой. Сам мост прикрывало отделение Ивашкевича, которое полностью погибло, но и немцы, потеряв много убитыми и ранеными, были вынуждены отступить.
Позже над Михалишками пролетел самолёт-разведчик Fw-189, который, покружив над деревней, улетел. Вскоре начался авиационный налёт. Партизаны пытались бить по самолётам с винтовок и пулемётов. В ходе атаки партизаны потеряли несколько человек убитыми. После боя их похоронили у костёла Святого Михаила.
Ночью начался новый авианалёт с применением осветительных бомб на парашютах. Одна бомба пробилу крыша костёла и упала на алтарь, но не взорвалась. Под утро немецким самолётом удалося уничтожить несколько пролётов моста.

## Последствия
6 июля к партизан в Михалишки подошли регулярные части Красной Армии, а именно силы 277-й стрелковой дивизии 72-го корпуса. Форсировать реку через повреждённый мост военные не решились. Часть бойцов направилась в сторону Кемелишек и Пабраде, а к наведении понтонного моста через Вилию приступил 562-й особый сапёрный батальон. Ему помогали партизаны 2-го, 4-го и 6-го отрядов 16-й Смоленскай бригады и местные жители. Новый мост также бомбили. В ходе бомбордировки погибли пять и были ранены шесть партизан. Большие потери понесли и сапёры 562-го батальона.

## Память
2 июля 1978 года решением исполкома Михалишковского сельсовета командиру партизан Шлапакову присовено звание «Почётный гражданин деревни Михалишки Островецкого района».